# 霍默 (喬治亞州)
霍默（英語：Homer）是一個位於美國喬治亞州班克斯縣的城鎮。根據2010年美國人口普查，該地人口為1141人，而該地的面積約為25.00平方千米。同時該地也是班克斯縣的縣治。

## 地理
霍默的座標為34°20′02″N 83°29′59″W / 34.33389°N 83.49972°W，而該地的平均海拔高度為248米（即814英尺）。